# Nimbochromis
Нимбохромис (лат. Nimbochromis) — род тропических пресноводных рыб семейства цихловых отряда окунеобразных. Обитают в озере Ньяса в Восточной Африке.

## Виды
Список видов по базе данных FishBase:
- Nimbochromis fuscotaeniatus (Regan, 1922)
- Nimbochromis linni (Burgess et Axelrod, 1975)
- Nimbochromis livingstonii (Günther, 1894)
- Nimbochromis polystigma (Regan, 1922)
- Nimbochromis venustus (Boulenger, 1908) — Золотой леопард[2]